# جرد غليظ
جرد غليظ أو فأر الصحراء السانديفالي الجداوي (باللاتينية: Meriones crassus) هو نوع من القوارض من عائلة الفأريات. يتواجد بكل من أفغانستان، الجزائر، مصر، إيران، العراق، فلسطين، الأردن، الكويت، ليبيا، المغرب، النيجر، السعودية، السودان وسوريا، ويحتمل تواجده في مالي. موئله الطبيعي الصحاري.